# 吉林省扶余华侨农场
吉林省扶余华侨农场，又称吉林石油集团华侨实业有限公司，位于中华人民共和国吉林省松原市宁江区境内，同时亦为宁江区下辖的一个类似乡级单位。
扶余华侨农场最早是1960年代，中国政府为安置朝鲜归国华侨，于1967年5月20日创建的华侨农场。当时，由中侨委投资，以扶余县伊家店农场一、二分场和扶余县新民乡三个知青点为基础兴建。后更名为吉林省扶余大联合农场、吉林省白城地区大联合农场。1979年，恢复吉林省扶余华侨农场一名，隶属于吉林省人民政府侨务办公室。1991年，省政府将之划归于吉林省油田管理局，隶属吉林石油集团。保持吉林省扶余华侨农场一名的同时，先后使用吉林石油集团华侨企业总公司、吉林石油集团华侨实业有限公司这两个名称。
这是一个集农工商贸建、文教卫生于一体的多种经营企业。农场占地47525亩，其中耕地1.86万亩，草原1.53万亩，水面0.6万余亩。

## 行政区划
下辖以下地区：
华侨农场虚拟生活区。